# 3840 Мімістробель
3840 Мімістробель (3840 Mimistrobell) — астероїд головного поясу, відкритий 9 жовтня 1980 року.
Тіссеранів параметр щодо Юпітера — 3,620.